# 8839 Novichkova
8839 Novichkova (1989 UB8) là một tiểu hành tinh vành đai chính được phát hiện ngày 24 tháng 10 năm 1989 bởi L. I. Chernykh ở Đài vật lý thiên văn Crimean.